# 신용문객잔
《신용문객잔》(중국어: 新龍門客棧, 영어: Dragon Inn)은 서극이 제작하고 1992년 개봉한 홍콩 무협 영화이다. 이혜민이 감독하고 임청하, 양가휘, 장만옥, 견자단, 웅흔흔이 출연하였다.

## 제작 배경
1967년 홍콩의 호금전이 《용문객잔》을 제작하였다. 이 영화는 당시 홍콩에서 헐리우드 영화를 누르고 관객수 1위를 차지하며 대단한 인기를 누렸고, 이후 홍콩의 무협 영화에 많은 영향을 주었다. 서극은 여러 무협 영화를 찍은 감독으로 《용문객잔》을 리메이크 하면서 《신용문객잔》이라고 이름 붙였다. 감독을 맡은 이혜민은 1990년에 대뷔하여 1996년까지 작품 활동을 하였고 《신용문객잔》은 8번째 작품이다. 이혜민은 별 다른 특징 없이 무난하다는 평을 들은 바 있다.

## 작품 배경

### 시대적 배경
영화의 배경은 명나라 중기로 환관이 권력을 장악하여 황제가 실권을 잃은 상황을 묘사한다. 작중에는 정확히 언제인지 언급되지 않으나, 정통제 시기 토목의 변이 영화의 배경과 유사한 점이 많다. 극중에서 환관들은 권력을 사유화하고 병권을 손에 쥐며 실세가 되어 저마다 각종 기관을 설치하였는데 그 중에 환관 조소흠은 동창이라는 기관을 설치하고 병부상서 양원을 제거하여 병권을 찬탈한다. 조소흠은 영화에서 만들어낸 허구의 인물이지만 실제 역사에서 황제보다 위세가 등등했고 비밀 경찰 역을 맡았던 동창을 설립한 환관 위충현을 소재로 삼았다.

### 민담
사람의 고기를 만두로 만들어 파는 이야기는 《수호전》에도 등장한다. 무송이 인적 드문 객잔에 들렀다가 인육으로 만두를 만드는 주인을 제압한다는 내용이다. 《수호전》의 다른 등장 인물 송강도 비슷한 일을 겪는다. 영화 속 배경인 용문객잔도 사막 한 가운데에 있는 한적한 곳으로 지명수배자의 포상금이 적으면 차라리 죽여서 금품을 빼았고 만두를 만든다. 극중의 모언은 만두가 이상함을 눈치채고 객잔 주인 금양옥에게 송강의 이야기를 아느냐고 묻는다.

### 무협 영화
무협(武俠)은 사마천의 《사기》에 〈자객열전〉이 따로 있을 정도로 중국 문화의 오랜 전통이다. 충(忠)이나 의(義)와 같은 유교의 가치를 존중하지만 무력을 지지하지 않는 유교와 조금 떨어진 사회적 위치를 갖는다. 허구로서의 무협은 과거 피지배층이 학대를 당할 때 도덕규범 외에 쓸 수 있는 무기가 없었던 시대에 규범적인 인간상을 구현하는 이야기를 통해 이상적인 정신세계를 만들어 낸 것이다. 홍콩 무협 영화의 전성기는 1960년대 후반에서 1970년대였다. 이 시기 쇼 브라더스는 1천 편이 넘는 무협 영화를 제작하였다. 원작인 호금전의 《용문객잔》도 이 시기의 작품이다. 1980년대에 들어 헐리우드 영화에 밀려나던 홍콩 무협 영화는 1990년대 다시 인기를 얻었고 2000년 무렵 《와호장룡》으로 절정기를 누렸다.
서극은 《영웅본색》, 《천녀유혼》 등의 작품으로 이름을 알리게 된 베트남 출신의 홍콩 감독으로 1991년 《황비홍》으로 큰 성공을 거두었고 홍콩 무협 영화 1 세대의 작품인 《용문객잔》을 리메이크 하여 이 영화를 제작하였다.

## 줄거리
동창을 만들어 실세를 거머쥔 환관 조소흠(曹少欽)은 병부상서를 죄 없이 죽이고 병권을 찬탈한다. 반발을 제압하기 위해 병부상서의 가족들을 죽이고 어린 자식들을 새외(塞外)의 사막으로 보내며 병부상서의 충성스러운 부하 주회안(周淮安)을 유인하고자 한다. 주요 길목에 매복하고 주회안을 기다렸으나 인질을 구출하기 위해 나타난 것은 주회안의 정인 구모언(邱莫言)이었다. 구모언은 함께 온 협객들과 함께 인질을 구출하고 용문객잔에서 주회안과 상봉한다. 얼마 지나지 않아 동창의 환관들이 상인으로 가장하고 용문객잔을 정탐하기 위해 도착하고 두 일행은 객잔에서 마주친다.
국경을 지키는 요새인 용문관에 가까운 용문객잔은 사막 한 가운데 있는 외딴 객잔이다. 객잔의 주인 금양옥(金鑲玉)은 객잔 점원들을 이끌고 숙박업을 하지만 손님을 상대로 강도 행각도 서슴지 않으며 사람을 잡아 만두를 만들어 팔기도 한다. 금양옥은 주회안의 용모에 반해 하룻밤 정을 나누길 요구하고, 주회안은 금양옥의 도움 없이는 탈출이 불가능한 상황에서 이를 적당히 이용하여 탈출하고자 한다. 이런 사정이 맞아 주회안은 금양옥에게 혼례를 맺자고 제안하고 동창의 환관에게 주례를 부탁한다. 구모언은 어쩔 수 없는 사정이란 것을 알면서도 주회안을 의심한다.
혼례식이 있는 날 밤 결국 협객들과 동창 사이에 싸움이 일어나고 그 사이 조소흠이 이끄는 본대가 객잔을 향해 달려오고 있다. 싸움의 와중에 객잔의 점원들이 죽자 금양옥은 협객들의 편에 서기로 결심하고 동창의 정찰대를 죽인 뒤 탈출할 비밀 통로를 알려준다. 동창 본대가 객잔을 포위하지만 주회안과 일행은 비밀 통로로 탈출한다.
주회안이 탈출했음을 안 조소흠은 홀로 이들을 뒤쫓고 사막 한 가운데에서 혈투가 벌어진다. 구모언이 모두 조소흠의 칼에 맞아 죽고 주회안 마저 쓰러진 사이 인육 만두를 만들던 주방장이 조소흠의 다리 살을 발라버리고 금양옥은 조소흠을 죽인다.
모든 일이 끝난 뒤 정인을 잃은 주회안은 사막으로 떠나고 금양옥은 객잔을 불사르고 주회안을 따라 나선다.

## 출연진
- 주회안 역: 양가휘
- 구모언 역: 임청하
- 금양옥 역: 장만옥
- 조소흠 역: 견자단
- 가정(賈廷, 동창 정탐대장) 역: 유순
- 협객 역: 웅흔흔
- 천호 역: 서금강

## 성우진

### KBS (2002년 7월 28일)
- 구자형 - 주회안(양가휘)
- 문지현 - 금양옥(장만옥)
- 최덕희 - 모언(임청하)
- 김영민 - 조소흠(견자단)
- 이종구 - 가정
- 유해무 - 하호
- 최병상 - 철죽
- 강구한 - 수비대장
- 김익태 - 양우헌
- 임성표 - 썩은풀
- 김정주 - 옥보
- 홍승섭 - 노소천
- 김승태 - 상언소
- 류다무현 - 전령
- 이장원 - 칼도사
- 은미 - 옥영

### MBC (2007년 7월 8일)
- 안지환 - 주회안(양가휘)
- 엄현정 - 구모언(임청하)
- 박소라 - 금양옥(장만옥)
- 이병식 - 조소흠(견자단)
- 김호성
- 장성호
- 최석필
- 김용준
- 고성일
- 최한
- 방성준
- 이원찬
- 김두희
- 류승곤
- 양준건
- 한경화
- 유상우